# Anna Tetmajerowa

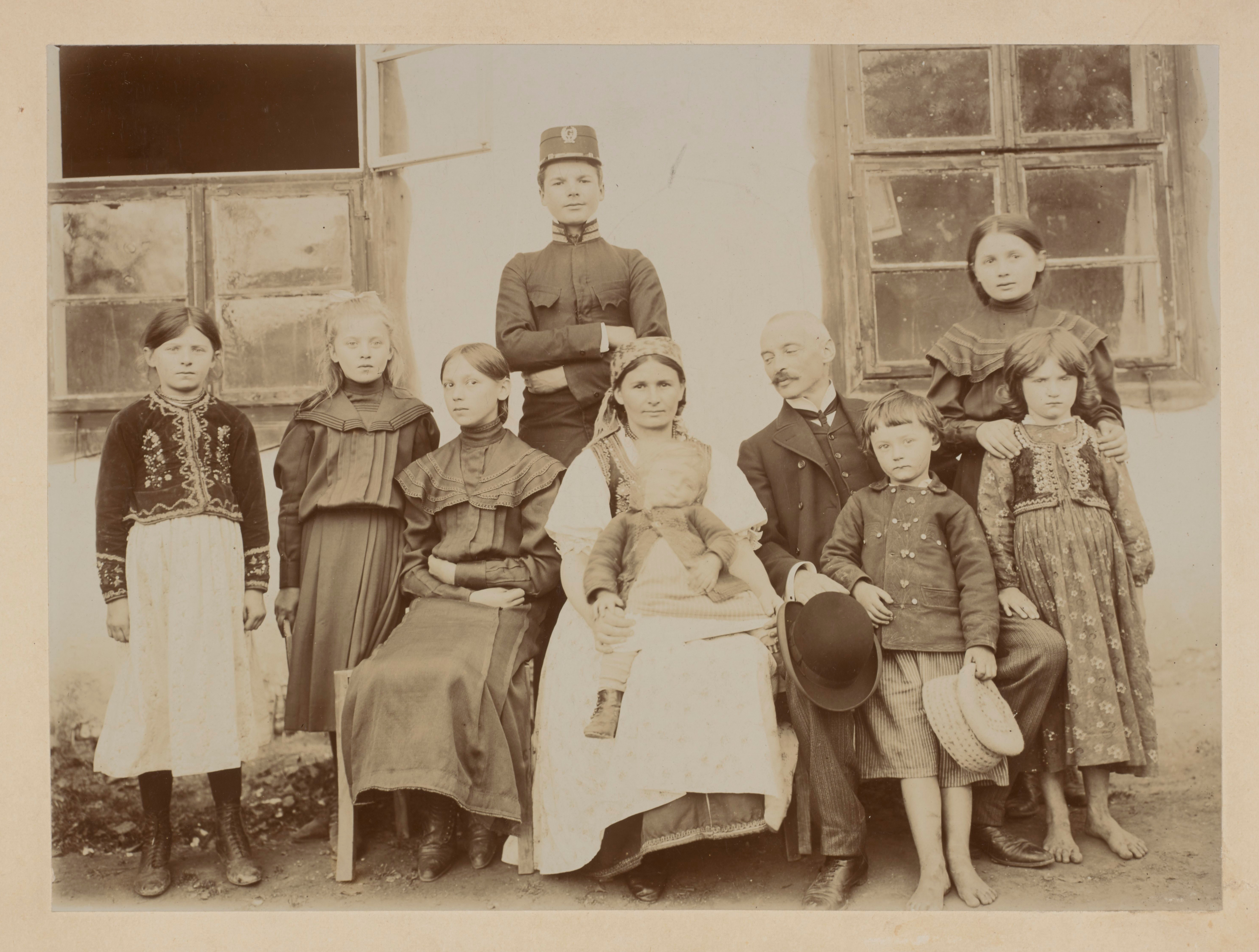
Włodzimierz i Anna Tetmajerowie z dziećmi, 1915 rok

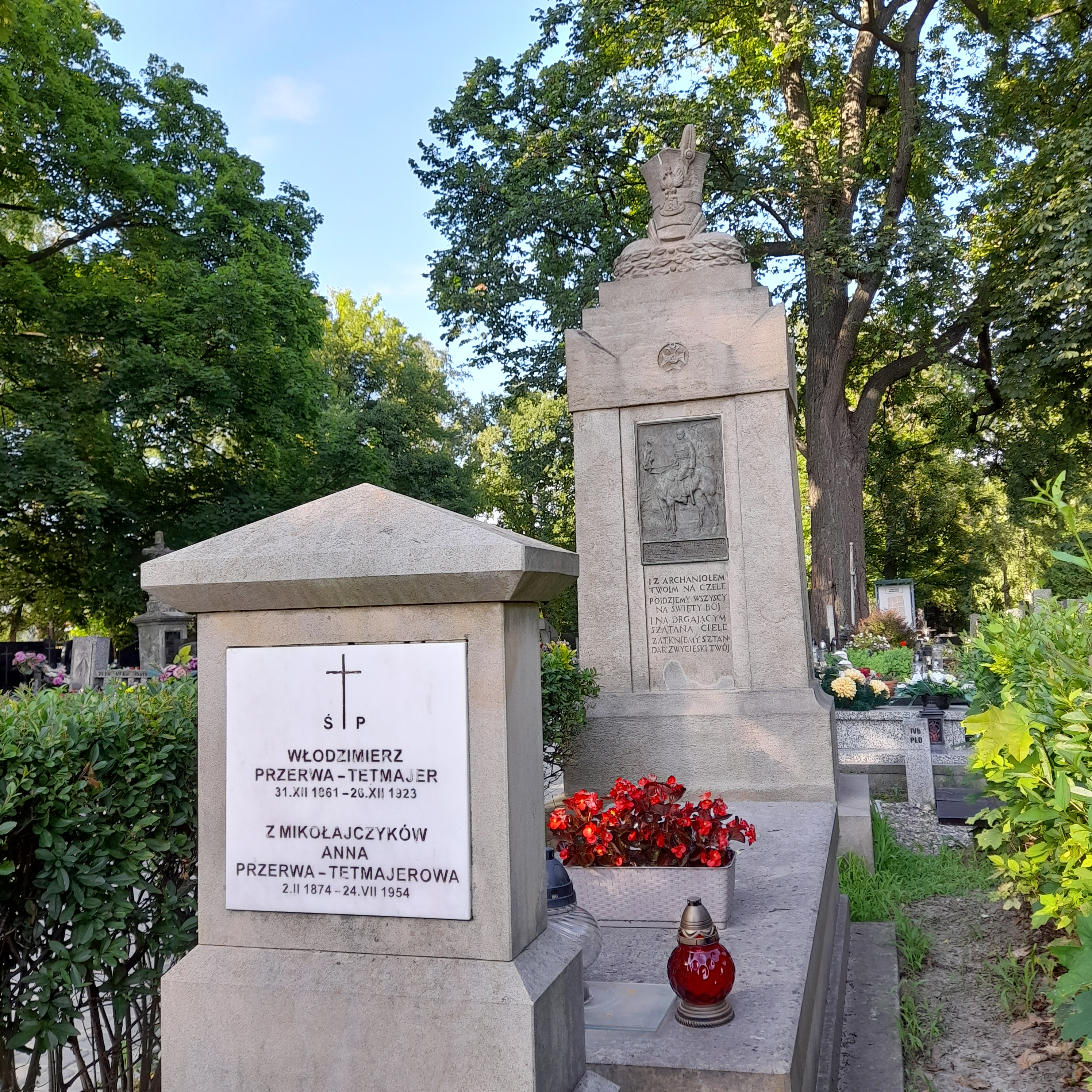
Grobowiec rodziny Tetmajerów na Cmentarzu Bronowickim w Krakowie

Anna Tetmajerowa z domu Mikołajczyk (ur. 2 lutego 1874 w Bronowicach Małych, zm. 24 lipca 1954 tamże) – polska chłopka, żona Włodzimierza Tetmajera, pierwowzór postaci Gospodyni w dramacie „Wesele” Stanisława Wyspiańskiego.

## Życiorys
Była córką Jacka Mikołajczyka i Jadwigi z Czepców. Brak jest jednoznacznych informacji, kiedy i gdzie poznała Włodzimierza Tetmajera. Znajomość ta zaowocowała małżeństwem, które zostało zawarte 11 sierpnia 1890 roku w krakowskim kościele Mariackim. Ślub był kameralny, zabrakło na nim m.in. rodziców malarza, którzy byli przeciwni ożenkowi syna z kobietą z innej klasy społecznej.
Nowożeńcy zamieszkali w Bronowicach w jednej z izb domu rodziców Anny. Kobieta zajmowała się prowadzeniem gospodarstwa oraz handlowała warzywami i nabiałem. Z czasem ich sytuacja poprawiła się, dzięki czemu w 1894 roku udało się wybudować własny dom na ziemi podarowanej przez Jacka Mikołajczyka – budynek ten zwany jest „Rydlówką”. Dom ten stał się w 1900 roku miejscem wesela Lucjana Rydla z Jadwigą Mikołajczykówną, uwiecznionego przez Stanisława Wyspiańskiego w dramacie Wesele. Tetmajerowie w 1904 roku sprzedali dworek Rydlom, a sami przenieśli się do nowego lokum – dworku zwanego „Tetmajerówką”.
Anna była kobietą twardo stąpającą po ziemi, a jednocześnie cechowały ją spokój, inteligencja i takt, co niejednokrotnie spotykało się z zaskoczeniem mieszczańskich znajomych męża. Nosiła przy tym strój krakowski i mówiła gwarą. Urodziła dziewięcioro dzieci:
- Jadwigę Annę Julię (1891–1975), zamężną z mjr. Ludwikiem Naimskim[2],
- Juliannę Annę (1893–1985), zamężną z mjr. Stefanem Felsztyńskim[3],
- Klementynę Marię (1895–1970), zamężną z Janem Rybickim[4],
- Marię (1897–1939), zamężną z Konstantym Krobickim[5],
- Magdalenę (1899–1973), zamężną z Edwardem Frankiewiczem[6],
- Jana Kazimierza (1901–1920)[7],
- Wandę Marię (ur. i zm. 1903)[8],
- Tadeusza Lucjana (1904–1993)[9],
- Krystynę (1911–2009), zamężną (po raz wtóry) z prof. Zbigniewem Skąpskim[10].

W 1920 roku, podczas wojny polsko-bolszewickiej zginął najstarszy syn Tetmajerów, Jan Kazimierz. Stało się to przyczyną załamania nerwowego Włodzimierza Tetmajera, który zmarł w 1923 roku. Anna pozostała na gospodarstwie z dziećmi, siostrą Jadwigą (również wdową) oraz braćmi: Józefem i Janem
W 1939 roku wyjechała do córki Krystyny do Brzeżan, gdzie zastało ją wkroczenie Armii Czerwonej. Rok później wraz z rodziną została wywieziona na Syberię. Po układzie Sikorski-Majski trafiła do Armii gen. Władysława Andersa, z którą w 1942 roku udała się do Iranu, a następnie do Indii. Do Polski powróciła w 1948 roku. Zamieszkały z córką Krystyną w „Tetmajerówce”, której część zamieniona została na mieszkania kwaterunkowe. Pozbawiono ją również prawa do ziemi uprawnej. Nie wyszła ponownie za mąż.
Została pochowana w grobowcu rodzinnym Cmentarzu Bronowickim w Krakowie.